# スコーレム問題
スコーレム問題とは、定数係数回帰数列（constant-recursive sequence）に 0 が含まれるかを判定する数学上の問題である。この問題は、整数、有理数、代数的数など、さまざまな種類の数に対して定式化される。この問題を解くアルゴリズムが存在するかは未解決である。
線形回帰関係は、各項をそれ以前の項の線形結合として定義し、例えば、フィボナッチ数は、以下の漸化式
F(n) = F(n − 1) + F(n − 2)
と初期値 F(0) = 0、F(1) =1で定義される。スコーレム問題は1933年に数列上の 0 についてのスコーレム・マーラー・レッヒ定理を証明したトアルフ・スコーレムにちなんで名付けられた。この定理は、数列に 0 が含まれる場合、非常に多くの例外を除いて、0 は規則的に繰り返されるという定理である。スコーレムはこれを有理数上の回帰数列について証明し、マーラーは代数的数上で、レッヒは標数が 0 の体で成り立つことを証明した。 しかし、定理の証明は、0 が存在するかどうかを判断する方法を示していない。
定数係数回帰数列が無限に多くの 0 を含むかを判断するアルゴリズムは存在し、もし無限に多くの 0 を含むのであれば、漸化式の特性多項式の根の代数的性質に基づいて、0 の位置の「分解」を周期的な部分列として示すことができる。スコーレム問題の難しい部分は、0 が有限個である（したがって周期的でない）場合に、0 が存在するかを判定する部分である。
スコーレム問題に対する部分的な解は知られており、4項以下の漸化式の特殊な場合については解かれている。しかし、この解決法は5項以上の漸化式には適用できない。
整数回帰におけるスコーレム問題はNP困難に属する。